# Friedrich I xứ Baden
Frederick I (tiếng Đức: Friedrich Wilhelm Ludwig; 9 tháng 9 năm 1826 – 28 tháng 9 năm 1907) là Đại công tước thứ 7 và áp chót của Đại công quốc Baden, tại vị từ 1858 đến 1907.
Ông là con trai thứ 3 của Leopold, Đại công tước xứ Baden và Sofia Wilhelmina của Thụy Điển. Sau cái chết của cha mình, anh trai của ông là Đại công tử Ludwig lên ngôi với hiệu Ludwig II, nhưng vì ông mắc bệnh tâm thần nên không thể cai trị nhà nước của mình, vì thế mà Frederick đã trở thành nhiếp chính và là người cai trị trên thực tế của Baden. Năm 1858, sau cái chết của Ludwig II, Frederick chính thức tiếp nhận ngai vàng và trở thành vị Đại công tước Baden thứ 7 và áp chót.
Ông có 3 người con, con trai cả là Đại công tử Friedrich, trở thành Đại công tước cuối cùng của Baden với hiệu là Friedrich II. Người con kế là Đại công nữ Victoria lấy vua Gustaf V của Thụy Điển và trở thành vương hậu của đất nước này.